# Brouwerij de Hoop (Hamme)
Brouwerij De Hoop of Van Haver is een voormalige brouwerij in Hamme (Oost-Vlaanderen) en was actief van 1943 tot 1975. De brouwerij was gevestigd in de Slangstraat.

## Bieren[2]
- 203
- 406
- Exham
- Feestbier
- Gold-Ham
- Silver-Top